# Сальвадор (фильм, 2006)
«Сальвадор» (исп. Salvador (Puig Antich)) — художественный фильм испанского режиссёра Мануэля Уэрги, вышедший в 2006 году.
Фильм основан на книге Франсеска Эскрибано «Обратный отсчёт. История Сальвадора Пуч Антика», описывающей казнь анархиста Сальвадора Пуч Антика, последнего казненного на гарроте при диктатуре Франсиско Франко.

## Сюжет
Испания, начало 1970-х. В Барселоне арестован и попадает в камеру за убийство полицейского молодой студент—анархист Сальвадор Пуч Антик. В его лице правительство Франко мстит всем недовольным режимом.
В беседах с адвокатом проходят эпизоды жизни Сальвадора: участие в антифашистских манифестациях, ограбление банков, печать запрещённой литературы… Среди этих занятий находилось время и для пылкой любовной страсти, увлечения музыкой, хорошей литературой.
Все усилия адвоката оказались напрасными. Сальвадор приговорён к смерти. Его казнят на гарроте, после чего в стране начинаются волнения, выступившие катализатором перехода от диктатуры Франко к демократии.

## В ролях
- Даниэль Брюль — Сальвадор
- Тристан Ульоа — Ориол Арау
- Леонардо Сбаралья — Хасус Ирроре
- Леонор Уотлинг — Кука
- Ингрид Рубио — Маргалида
- Челсо Бугалло — отец Сальвадора
- Мерседес Сампьетро — мать Сальвадора
- Олайя Эскрибано — Имма Пуч
- Карлота Ольчина — Карме Пуч
- Беа Сегура — Монтсе Пуч
- Андреа Рос — Мерсона Пуч
- Джейкоб Торрес — Санти Солер
- Джоэль Джоан — Ориол Соле
- Пабло Дерки — Хорви Соле
- Ориол Вила — Игнаси Соле
- Келли Макдональд — «Заяц»

## Съёмочная группа
- Авторы сценария:
  - Льюис Аркарасо
  - Франсеск Эскрибано
  - Диана Бардине
- Режиссёр: Мануэль Уэрга
- Оператор: Дэвид Омедес
- Композитор: Луис Льях
- Художники:
  - Антксон Гомес
  - Рафа Жаннон
  - Мария Гиль
- Продюсеры:
  - Жауме Роурес
  - Карола Эш
  - Мар Фарга

## Премии и номинации
- 2006 — Каннский кинофестиваль
  - участник программы «Особый взгляд»
- 2006 — Премии Гойя
  - лауреат премии «за лучший адаптированный сценарий»
  - номинация премии «за лучший фильм»
  - номинация премии «за лучшую мужскую роль» (Даниэль Брюль)
  - номинация премии «за лучшую мужскую роль второго плана» (Леонардо Сбаралья)
  - номинация премии «за лучшую режиссуру» (Мануэль Уэрга)
  - номинация премии «за лучшую операторскую работу»
  - номинация премии «за лучший звук»
  - номинация премии «за лучший монтаж»
  - номинация премии «за лучшие спецэффекты»
  - номинация премии «за лучшую музыку»
  - номинация премии «за лучшую продюсерскую работу»